# Percentilni rang
Percentili i percentilni rangovi su posebne statističke mere koje imaju mnoštvo primena. Mogu se koristiti u razne svrhe, ali njihova najbitnija svrha je zapravo određivanje položaja pojedinca u grupi i njegov odnos sa grupom i drugim pojedincima. Način izražavanja originalnih skorova.
Percentil (fraktil) rezultat je psihološkog testa ispod kojeg se nalazi određeni postotak ispitanika, to jest testni skor koji se nalazi na nekom mestu na percentilnoj skali i za refereničke grupe nazivaju se norma. Njegova opšta oznaka je Pp, gde je  oznaka za percentil, a p u indeksu je oznaka za procenat slučajeva koje leže ispod percentila kojeg izračunavamo. U indeksu može biti bilo koji broj od 1 do 100.
Percentilni rang jednog ispitanika definiše se procentom onih ispitanika u distribuciji koji imaju niže skorove od njega, to jest to je mesto ispitanika na procentnoj skali. Dakle, on govori o tome koji procenat skorova se nalazi ispod datog skora. Opšta oznaka za percentilni rang je PR(x), gde je  oznaka za percentilni rang, a X je opšta oznaka za bilo koju konkretnu meru iz distribucije.
Primer
- PR=60 — 60% ljudi ima skor niži od tog skora. Percentilni rang se izračunava kao: , gde je p kumulativni procenat skorova koji su niži ili jednaki od Xp, f je frekvencija skora Xp, a n veličina uzorka.

Distribucija se najčesće deli na 10 jednakih delova — decilna skala. Druge podele su:
- srednjih 50 posto i gornjih i donjih 25 posto
- podela na pet delova 5, 25, 40, 25, 5.